# Ataenius microtrichopterus
Ataenius microtrichopterus är en skalbaggsart som beskrevs av Lea 1923. Ataenius microtrichopterus ingår i släktet Ataenius och familjen Aphodiidae. Inga underarter finns listade.